# Selene (bande dessinée)
Selene la ragazza delle stelle (« Sélène, la jeune fille des étoiles ») est une série de bande dessinée de science-fiction érotique italienne créée par le dessinateur Marco Rostagno (it) (sous le pseudonyme Paul Vaillant) et le scénariste « Victor Newman », avant d'être animée par d'autres artistes.
Inspirée par Barbarella, une série à succès créée par Jean-Claude Forest, Selene a fait l'objet de sept fascicules (petit format) publiés par la maison d'édition turinoise Littera entre août 1965 et février 1966. L'héroïne éponyme, dont le physique rappelle Brigitte Bardot, y vit, généralement dénudée, diverses aventures intergalactiques.